# Babušnica
Babušnica (izvirno srbsko Бабушница) je mesto v Srbiji, ki je središče istoimenske občine; slednja pa je del Pirotskega upravnega okraja.

## Demografija
V naselju živi 3634 polnoletnih prebivalcev, pri čemer je njihova povprečna starost 37,1 let (36,6 pri moških in 37,6 pri ženskah). Naselje ima 1477 gospodinjstev, pri čemer je povprečno število članov na gospodinjstvo 3,10.
To naselje je, glede na rezultate popisa iz leta 2002, skoraj popolnoma srbsko.
|  |

| Demografija | Demografija     | Demografija     |
| Leto        | Št. prebivalcev | Št. prebivalcev |
| ----------- | --------------- | --------------- |
|             |                 |                 |
|             |                 |                 |
|             |                 |                 |
|             |                 |                 |
| 1948        | 603             |                 |
| 1953        | 749             |                 |
| 1961        | 972             |                 |
| 1971        | 1668            |                 |
| 1981        | 2906            |                 |
| 1991        | 4270            | 4256            |
| 2002        | 4596            | 4575            |
|             |                 |                 |

| Etnična sestava po popisu iz leta 2002 | Etnična sestava po popisu iz leta 2002 | Etnična sestava po popisu iz leta 2002 | Etnična sestava po popisu iz leta 2002 | Etnična sestava po popisu iz leta 2002 |
| -------------------------------------- | -------------------------------------- | -------------------------------------- | -------------------------------------- | -------------------------------------- |
| Srbi                                   | Srbi                                   |                                        | 4.424                                  | 96,69%                                 |
| Bolgari                                | Bolgari                                |                                        | 18                                     | 0,39%                                  |
| Jugoslovani                            | Jugoslovani                            |                                        | 15                                     | 0,32%                                  |
| Romi                                   | Romi                                   |                                        | 10                                     | 0,21%                                  |
| Hrvati                                 | Hrvati                                 |                                        | 3                                      | 0,06%                                  |
| Makedonci                              | Makedonci                              |                                        | 2                                      | 0,04%                                  |
| Črnogorci                              | Črnogorci                              |                                        | 1                                      | 0,02%                                  |
| Nemci                                  | Nemci                                  |                                        | 1                                      | 0,02%                                  |
| Vlahi                                  | Vlahi                                  |                                        | 1                                      | 0,02%                                  |
| Albanci                                | Albanci                                |                                        | 1                                      | 0,02%                                  |
| Neznano                                | Neznano                                |                                        | 41                                     | 0,89%                                  |